# L'Enlèvement d'Europe (Botero)
Pour les articles homonymes, voir L'Enlèvement d'Europe.
L'Enlèvement d'Europe  (El Rapto de Europa) est une sculpture monumentale en bronze réalisée par l'artiste colombien Fernando Botero en 1992. L'œuvre se trouve à l'aéroport Adolfo Suárez Madrid-Barajas.

## Histoire
Au mois de mai 1994, la ville de Madrid a accueilli pour plusieurs mois une exposition en plein air consacrée à Fernando Botero. Située sur le Paseo de Recoletos (en), l'exposition présentait 21 œuvres du sculpteur colombien. Cinq d'entre elles sont ensuite restées en Espagne, parmi lesquelles El Rapto de Europa. Celle-ci a été acquise par la société Aena, responsable des aéroports d'intérêt général dans le pays, qui l'a installée à l'aéroport Adolfo Suárez Madrid-Barajas, entre le parking et le terminal T1 des arrivées.
Il existe deux autres exemplaires de cette sculpture : à Chicago et à Medellin, ville natale de l'artiste .

## Description
Botero s'inspire d'une scène de la mythologie grecque souvent représentée dans l'iconographie occidentale : l'enlèvement d'Europe par Zeus métamorphosé en taureau. Ce thème est développé sous une forme littéraire dans les Métamorphoses d'Ovide (II, 833 et suiv.). 
Si d'autres artistes ont insisté sur l'aspect violent de l'enlèvement, Botero a préféré dédramatiser la scène : Europe, nue, adopte une pose insouciante, presque voluptueuse, pendant que Zeus apparaît paisible et confiant. Les formes arrondies et les volumes courbes, typiques de Botero, ajoutent à l'impression d'harmonie qui se dégage de l'ensemble.
Le socle, en béton recouvert d'une plaque de bronze, porte sur l'un de ses côtés la signature du fondeur : « Fonderia Mariani, Pietrasanta (Lu), Italy ».

## Galerie

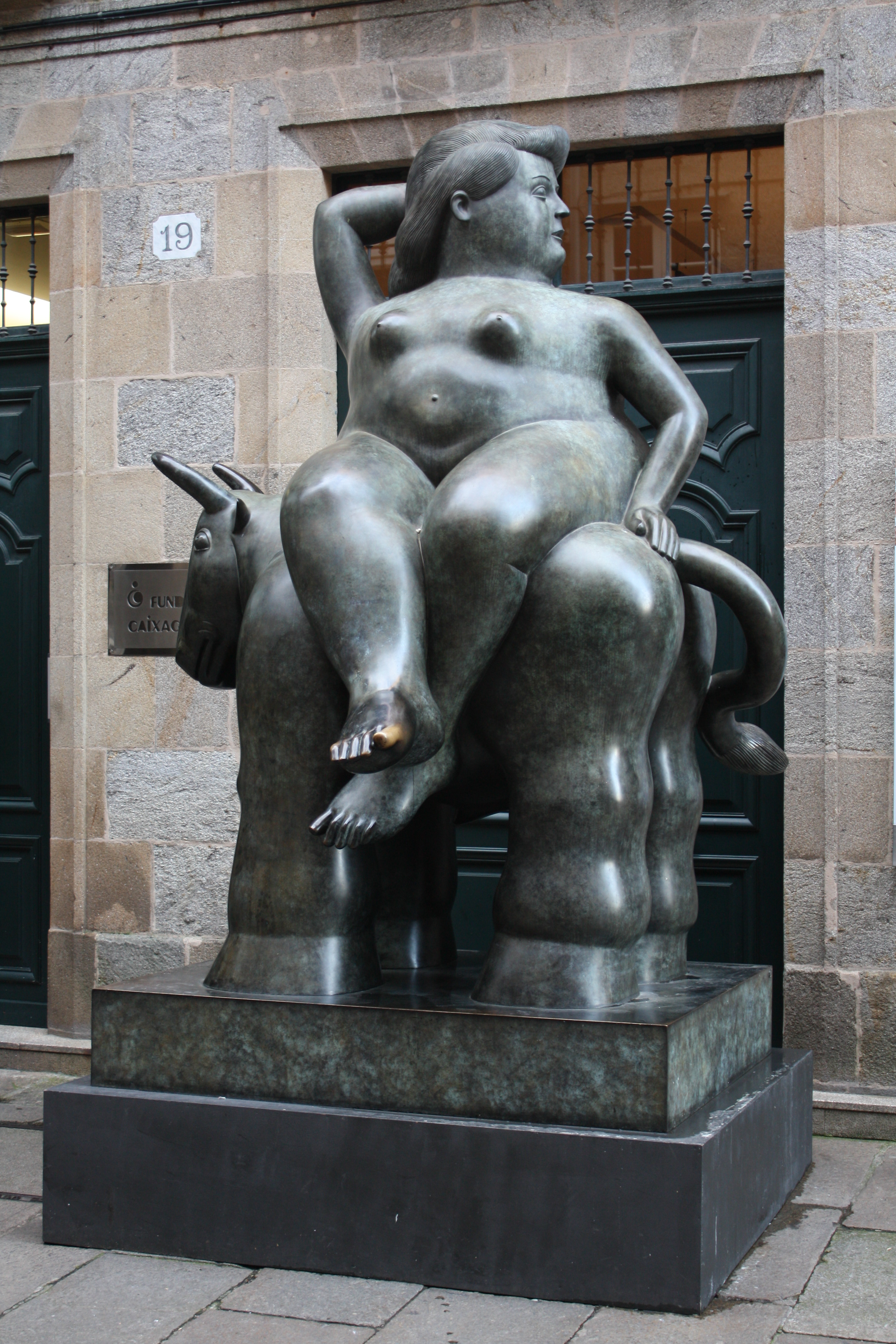
Europe, vue de côté
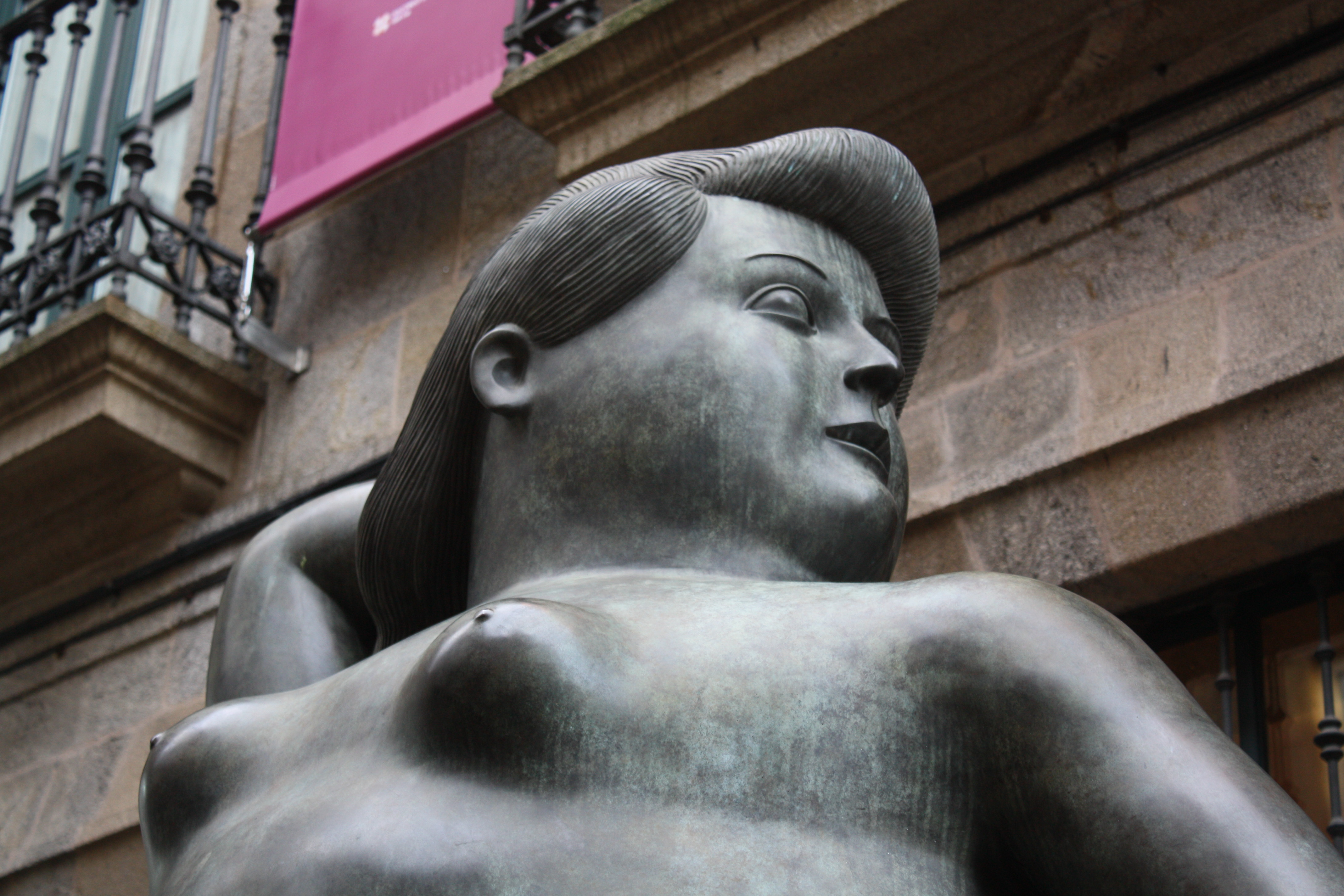
Le visage d'Europe
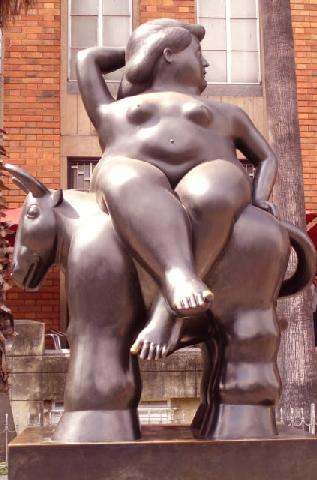
La sculpture de Medellin